# Stare Siekluki
Stare Siekluki es un pueblo de Polonia, en Mazovia.  Se encuentra en el distrito (Gmina) de Stara Błotnica, perteneciente al condado (Powiat) de Białobrzegi. Se encuentra aproximadamente a 9 km al sureste de Białobrzegi, y a 71 km  al sur de Varsovia. Su población es de 360 habitantes.
Entre 1975 y 1998 perteneció al voivodato de Radom.